# Ai coração
Az Ai coração (magyarul: Ó, szív) a portugál Mimicat dala, mellyel Portugáliát képviselte a 2023-as Eurovíziós Dalfesztiválon Liverpoolban. A dal 2023. március 11-én, a portugál nemzeti döntőben, a Festival da Canção című műsorban megszerzett győzelemmel érdemelte ki a dalversenyen való indulás jogát.

## Eurovíziós Dalfesztivál
2023. január 19-én a Rádio e Televisão de Portugal bejelentette a 2023-as Festival da Canção résztvevőinek a teljes listáját, amelyen az énekesnő is szerepelt. A dalt először a március 25-i első elődöntőben adta elő először, ahol a második helyen végzett, így továbbjutott a döntőbe. A dal március 11-én megnyerte a nemzeti döntőt, ahol a szakmai zsűri, valamint a nézői szavazatok együttese alakította ki a végeredményt. A zsűri és a közönség listáján is az első lett, így ez a dal képviselheti Portugáliát az Eurovíziós Dalfesztiválon.
A dalfesztivál előtt Barcelonában, Madridban és Londonban eurovíziós rendezvényeken népszerűsítette versenydalát.
A dalt először a május 9-én megrendezett első elődöntőben fellépési sorrendben ötödikként adta elő, a Lettországot képviselő Sudden Lights Aijā című dala után és az Írországot képviselő Wild Youth We Are One című dala előtt. Az elődöntőből kilencedik helyezettként sikeresen továbbjutott a május 13-i döntőbe,  ahol fellépési sorrendben másodikként lépett fel, az Ausztriát képviselő Teya & Salena Who the Hell Is Edgar? című dala után és a Svájcot képviselő Remo Forrer Watergun című dala előtt.A zsűri szavazáson a tizennyolcadik helyen végzett 43 ponttal, míg a nézői szavazáson a huszonharmadik helyen végzett 16 ponttal, így összesítésben 59 ponttal a verseny huszonharmadik helyezettje lett.
A következő portugál induló Iolanda Grito című dala volt a 2024-es Eurovíziós Dalfesztiválon.

### Kapott pontok
Első elődöntő
| Szavazat | Össz | Szavazó országok | Szavazó országok | Szavazó országok | Szavazó országok | Szavazó országok | Szavazó országok | Szavazó országok | Szavazó országok | Szavazó országok | Szavazó országok | Szavazó országok | Szavazó országok | Szavazó országok | Szavazó országok | Szavazó országok | Szavazó országok | Szavazó országok | Szavazó országok    | Szavazó országok |
| Szavazat | Össz | Norvégia         | Málta            | Szerbia          | Lettország       | Írország         | Horvátország     | Svájc            | Izrael           | Moldova          | Svédország       | Azerbajdzsán     | Csehország       | Hollandia        | Finnország       | Franciaország    | Németország      | Olaszország      | A Világ többi része |                  |
| -------- | ---- | ---------------- | ---------------- | ---------------- | ---------------- | ---------------- | ---------------- | ---------------- | ---------------- | ---------------- | ---------------- | ---------------- | ---------------- | ---------------- | ---------------- | ---------------- | ---------------- | ---------------- | ------------------- | ---------------- |
| Nézők    | 74   | 2                | 4                | 3                |                  | 1                | 5                | 12               | 3                | 4                | 4                |                  | 2                | 7                | 2                | 12               | 5                | 2                | 6                   |                  |

Döntő
| Zsűri | 43 |  |  |  | 5 | 3 | 8 |  |  |  |  | 5 | 3 |  |  | 1 |  |  |  |  |  |  |  |  |   | 2 |  | 6 |  |  |  |  |  | 10 |  |  |  |  |
| Nézők | 16 |  |  |  |   |   |   |  |  |  |  | 5 |   |  |  |   |  |  |  |  |  |  |  |  | 7 |   |  | 4 |  |  |  |  |  |    |  |  |  |  |

## Galéria

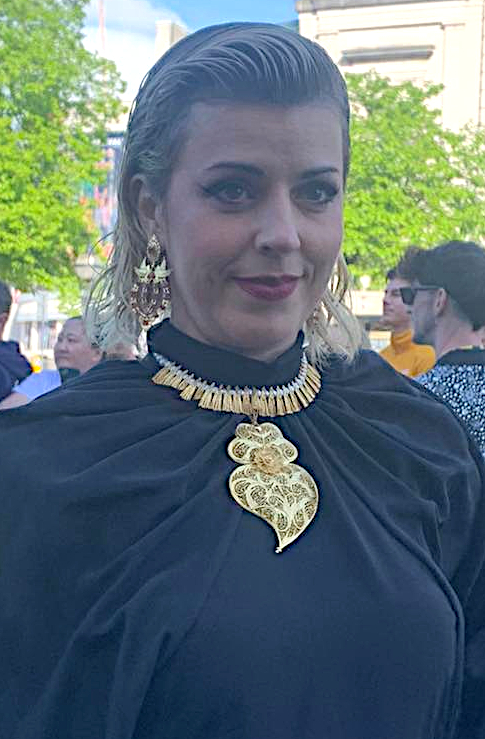
A megnyitóünnepségen
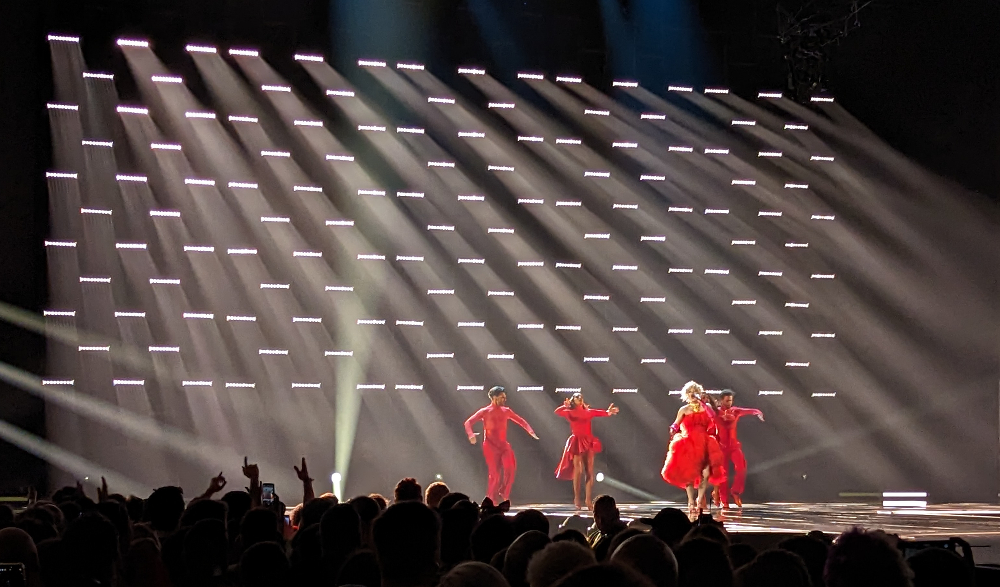
Az elődöntőben
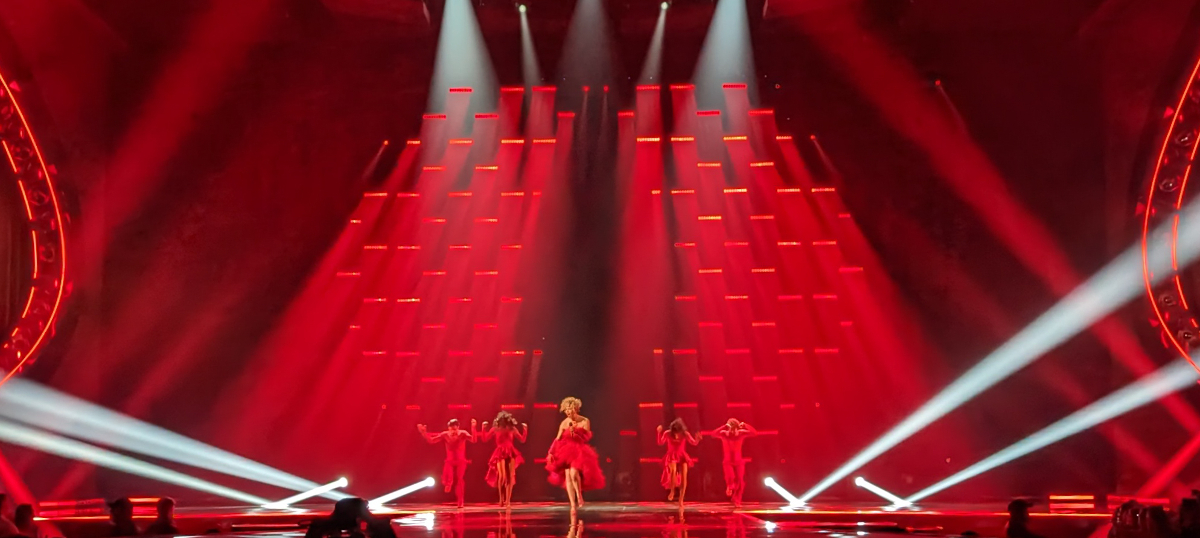
A döntőben